# Sydøstfyn
Sydøstfyn betegner den sydøstlige del af Fyn. 
Mod nord afgrænses området af Øksendrup og Svindinge og mod syd af Skårup, mens Sydøstfyn mod vest grænser op til Midtfyn, hvor skellet går ved Gislev. Sydøstfyn overlapper Østfyn og Sydfyn, og området tilhører da også administrativt Nyborg Kommune og Svendborg Kommune.
Det svarer til størstedelen af det gamle Gudme Herred – dog minus de tre vestlige: Ringe, Ryslinge og Gislev -og plus Skårup syd for herredet. 
Følgende sogne er således omfattet: 
- Øksendrup Sogn
- Svindinge Sogn
- Langå Sogn
- Gudbjerg Sogn
- Gudme Sogn
- Hesselager Sogn
- Brudager Sogn
- Oure Sogn
- Vejstrup Sogn
- Skårup (Svendborg Kommune)

Hvorvidt landsbyerne Ørbæk eller Frørup syd for Nyborg tilhører Østfyn, eller om Skaarup (nord for Svendborg) reelt ligger på Sydfyn eller opfattes som en del af Sydøstfyn er der delte meninger om. Grænseområderne kan således siges at tilhøre begge geografiske områdebetegnelser.

## Eksterne
Svendborg Kommune Arkiveret 27. maj 2010 hos  Wayback Machine har en opdeling i lokalområder, hvor Sydøstfyn rimelig godt dækkes af: Gudme-Hesselager (Webside ikke længere tilgængelig) samt Skårup-Oure (Webside ikke længere tilgængelig). 
Mod nord dækker Nyborg Kommune dog et område, som burde findes som lokalområde på: Lokalplaner Arkiveret 14. januar 2022 hos  Wayback Machine